# پورپورای هنوخ شوئن‌لاین
بیمارِی پورپورای هنوخ شوئن‌لاین (انگلیسی: Henoch–Schönlein purpura؛ تلفظ صحیح آلمانی: هینوخ شون‌لاین) که بیشتر کودکان و به ویژه پسران (۱۲–۴ ساله) را مبتلا می‌سازد بطور خلاصه عبارتست از: ضایعات پورپورای (خونریزی زیر جلدی) بر روی پاها، درد مفاصل، دردهای شکمی دوره‌ای، تب، احساس کسالت و درگیری کلیوی. این عارضه به احترام دو پزشک به نام‌های ادوارد هاینریش هینوخ و یوهان لوکاس شونلاین که صد سال پیش این بیماری را شرح داده‌اند، نامگذاری شده‌است.

## علایم بیماری
بیماری به دلیل التهاب عروق جزو واسکولیتها می‌باشد و چون این عروق در همه جای بدن می‌توانند درگیر شوند واسکولیت سیستمیک می‌باشد. تریاد اصلی تشخیص بیماری پورپورا، آرتریت مفصلی و درد شکمی است.
ضایعات پوستی:علامت مشخص این بیماری ضایعات پوستی صورتی رنگ (خونریزی‌های بسیار کوچک زیرجلدی) که پتشی و پورپورا (بر اساس اندازه ضایعه) را تشکیل می‌دهند و قابل لمس هستند می‌باشد. (۱۰۰٪ موارد) این ضایعات معمولاً روی باسن و ساق پا وگاه در سطح خلفی بازوها یا قسمتهای تحتانی شکم دیده می‌شوند. همچنین تورم موضعی در بافتهای شل بدن مانند پلکها، لبها، کیسه بیضه، پشت دستها و پاها دیده می‌شود که به آن آنژیوادم موضعی نیز می‌گویند.
ضایعات مفصلی:در بیشتر بیماران التهاب و درد مفصل بخصوص مفصل زانو و مچ پا دیده می‌شود. (۸۰٪ موارد)
درگیری گوارش: شایعترین علامت بیماران درد شکم است که ممکن است شدید باشد و همراه استفراغ که به علت خونریزی ریز داخل مخاط روده‌است. ممکن است بیمار دچار اسهال یا خون در مدفوع، یا پیچش روده باشد. (۶۲٪ موارد)
درگیری کلیوی: در ۴۰٪ موارد درگیری کلیوی وجود دارد که به وسیلهٔ آزمایش ادرار (وجود خون یا پروتئین در ادرار) مشخص می‌شود. در برخی موارد به شکل گلومرولونفریت است و در تعدادی از بیماران ما نهایتاً نارسایی کلیه را داریم (درصد پیشرفت به نارسایی کلیه در بالغین بیمار بسیار بیشتر از کودکان بیمار است)

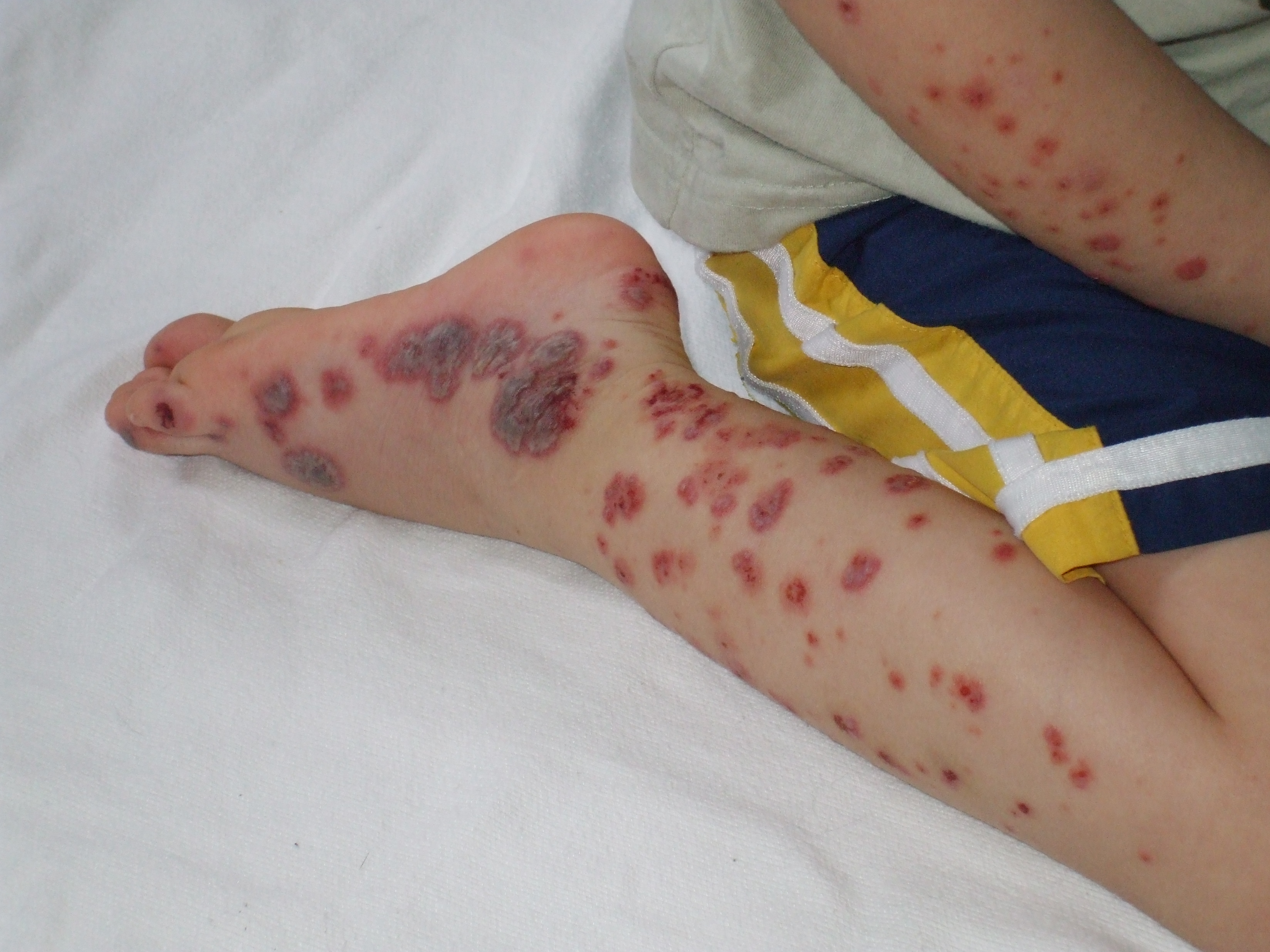
موردی شدید از بیماری پورپورای هنوخ شوئن‌لاین بر روی پا و بازوی راست یک کودک

وجود سابقه عفونت : در دو سوم مبتلایان سابقه عفونت دستگاه تنفس فوقانی مثل گلودرد یا تبخال، هپاتیت، سرخجه، هلیکوباکترپیلوری و … حدود دو هفته قبل از بروز سایر علایم وجود دارد.
بروز علایمی مانند درد شکمی مقاوم به درمان، وجود خون در مدفوع، مدفوع سیاه قیری، خونریزی جدید زیر پوستی و وجود خون در ادرار، در طی درمان نشان دهنده عوارض بیماری بوده و رسیدگی سریع را می‌طلبد.
در موارد بسیار نادر باعث نارسایی کلیه، سوراخ شدن روده یا چرخش بیضه می‌شود که در این موارد اقدام درمانی سریع لازم است.

## علت بیماری
علت بیماری احتمالاً یک واکنش خودایمنی در عروق خونی کوچک در سراسر بدن است که باعث التهاب و گرفتاری مویرگ‌ها می‌شود. عامل شعله‌ورکننده این واکنش ناشناخته‌است، ولی حملات اغلب در پی یک عفونت مجاری تنفسی فوقانی (ویروسی یا باکتریایی)، مصرف برخی داروها به خصوص داروهای آنتی‌بیوتیک، دیکلوفناک و رانیتیدین و حتی گزش حشرات رخ می‌دهند.

## تشخیص بیماری
تشخیص HSP یک تشخیص بالینی است ولی آزمایش‌های خون، ادرار، مدفوع و بیوپسی پوست می‌تواند به تشخیص کمک کند. تشخیص دقیق‌تر با نمونه برداری از ضایعات جلدی و بررسی میکروسکوپی صورت می‌گیرد. تجمع کمپلکس‌های ایمنی دارای ایمونوگلوبولین A در این ضایعات دیده می‌شود. در آزمایش خون ما افزایش اوره و کراتینین، افزایش (IgA) (CRP) (ESR) را ممکن است ببینیم.

## درمان بیماری
درمان این بیماری علامتی است و بسته به علامت ایجاد شده درمان انجام می‌شود، زیرا بیش از ۹۰٪ بیماران (به خصوص کودکان) دارای بیماری خودبخود محدود شونده هستند که خودبخود فروکش کرده و گاه دوباره عود می‌کند. درمان علامتی شامل کنترل درد، تأمین آب بدن، رژیم غذایی نرم، کاهش فعالیت و جلوگیری از ثابت نگهداشتن اندام تحتانی (پاها) می‌باشد. در موارد شدید ممکن است از استروئید، داروهای سرکوبگر ایمنی، دی پیریدامول و (IVIG) استفاده شود.

## سیر بیماری
اغلب طول مدت بیماری در حدود ۴ تا ۶ هفته‌است. نیمی از کودکان حداقل یک عود مجدد بیماری را در عرض یک دوره ۶ ماهه تجربه می‌کنند که نسبت به حمله نخست بیماری خفیف‌تر و کوتاه‌تر است. به ندرت عودهای مکرر رخ می‌دهد. بیشتر کودکان دچار HSP به‌طور کامل بهبود می‌یابند، ولی در برخی، پورپورای آلرژیک مکرر عود کرده یا سال‌ها باقی می‌ماند.